# Evi Mittermaier
Evi Mittermaier, po mężu Brundobler (ur. 16 lutego 1953 w Monachium) – niemiecka narciarka alpejska reprezentująca RFN.

## Kariera
W zawodach Pucharu Świata zadebiutowała 28 stycznia 1971 roku w Pra Loup, gdzie zajęła 33. miejsce w zjeździe. Pierwsze punkty wywalczyła 24 stycznia 1975 roku w Innsbrucku, gdzie zajęła siódme miejsce w tej samej konkurencji. Na podium zawodów tego cyklu pierwszy raz stanęła 16 grudnia 1975 roku w Cortinie d’Ampezzo, wygrywając rywalizację w zjeździe. W zawodach tych wyprzedziła Austriaczkę Brigitte Totschnig i Bernadette Zurbriggen ze Szwajcarii. W kolejnych startach jeszcze osiem razy stawała na podium, za każdym razem w zjeździe: 18 stycznia 1977 roku w Schruns, 25 stycznia 1977 roku w Crans-Montana, 12 marca 1977 roku w Heavenly Valley i 13 stycznia 1978 roku w Les Diablerets była druga, 18 stycznia 1978 roku w Badgastein zwyciężyła, 11 marca 1978 roku w Bad Kleinkirchheim była trzecia, a 17 grudnia 1978 roku w Val d’Isère i 12 stycznia 1979 roku w Les Diablerets ponownie zajmowała drugą pozycję. W sezonie 1976/1977 zajęła jedenaste miejsce w klasyfikacji generalnej, a w klasyfikacji zjazdu była czwarta.
Wystartowała na igrzyskach olimpijskich w Innsbrucku w 1976 roku, gdzie zajęła ósme miejsce w gigancie i trzynaste w zjeździe. Podczas rozgrywanych cztery lata później igrzysk w Lake Placid zajęła siedemnastą pozycję w zjeździe. Była też między innymi szósta w zjeździe na mistrzostwach świata w Garmisch-Partenkirchen w 1978 roku.
Jej siostry Heidi i Rosi oraz szwagier Christian Neureuther także uprawiali narciarstwo alpejskie; również siostrzeniec, Felix Neureuther, został narciarzem alpejskim.

## Osiągnięcia

### Igrzyska olimpijskie
| Miejsce | Dzień     | Rok  | Miejscowość | Konkurencja | Czas biegu | Strata | Zwyciężczyni          |
| ------- | --------- | ---- | ----------- | ----------- | ---------- | ------ | --------------------- |
| 13.     | 8 lutego  | 1976 | Innsbruck   | Zjazd       | 1:46,16    | +3,21  | Rosi Mittermaier      |
| 8.      | 13 lutego | 1976 | Innsbruck   | Gigant      | 1:29,13    | +1,51  | Kathy Kreiner         |
| 17.     | 17 lutego | 1980 | Lake Placid | Zjazd       | 1:37,52    | +3,74  | Annemarie Moser-Pröll |

### Mistrzostwa świata
| Miejsce | Dzień    | Rok  | Miejscowość            | Konkurencja | Czas biegu | Strata | Zwyciężczyni          |
| ------- | -------- | ---- | ---------------------- | ----------- | ---------- | ------ | --------------------- |
| 14.     | 7 lutego | 1974 | Sankt Moritz           | Zjazd       | 1:50,84    | +3,04  | Annemarie Moser-Pröll |
| 6.      | 1 lutego | 1978 | Garmisch-Partenkirchen | Zjazd       | 1:48,31    | +2,11  | Annemarie Moser-Pröll |

### Puchar Świata

#### Miejsca w klasyfikacji generalnej
- sezon 1974/1975: 35.
- sezon 1975/1976: 18.
- sezon 1976/1977: 11.
- sezon 1977/1978: 12.
- sezon 1978/1979: 21.
- sezon 1979/1980: 28.

#### Miejsca na podium
1. Cortina d’Ampezzo – 16 grudnia 1975 (zjazd) – 1. miejsce
2. Schruns – 18 stycznia 1977 (zjazd) – 2. miejsce
3. Crans-Montana – 25 stycznia 1977 (zjazd) – 2. miejsce
4. Heavenly Valley – 12 marca 1977 (zjazd) – 2. miejsce
5. Les Diablerets – 13 stycznia 1978 (zjazd) – 2. miejsce
6. Badgastein – 18 stycznia 1978 (zjazd) – 1. miejsce
7. Bad Kleinkirchheim – 11 marca 1978 (zjazd) – 3. miejsce
8. Val d’Isère – 17 grudnia 1978 (zjazd) – 2. miejsce
9. Les Diablerets – 12 stycznia 1979 (zjazd) – 2. miejsce